# Julijans Vaivods
Julijans Vaivods (Vārkava, 18 agosto 1895 – Riga, 24 maggio 1990) è stato un cardinale e vescovo cattolico lettone.

## Biografia
Dopo aver frequentato il liceo di Preiļi fino al 1913 entrò nel seminario dell'arcidiocesi di Mahilëŭ a San Pietroburgo. In questa stessa città fu ordinato presbitero il 7 aprile 1918 da Jan Cieplak, vescovo ausiliare di Mahilëŭ. Proseguirà in seguito gli studi alla facoltà teologica di Riga, dove il 23 giugno 1943 conseguì la licenza in teologia con una tesi sulla vita spirituale e la gerarchia ecclesiastica a Kurzemē nel XVIII secolo.
Si distinse nel servizio pastorale dell'arcidiocesi di Mahilëŭ e fu protagonista dell'erezione di nuove parrocchie. L'8 maggio 1937 fu incardinato nella nuova diocesi di Liepāja. Nel 1938 ebbe la Croce al merito della Repubblica di Lettonia e nello stesso anno divenne canonico. Quando la Lettonia fu occupata dalle truppe naziste nel 1944 il vescovo di Liepāja dovette abbandonare la diocesi, lasciandone il governo in mano a Julijans Vaivods, fino al 25 giugno 1947, quando fu nominato un amministratore apostolico, mentre l'occupazione sovietica era succeduta a quella nazista.
Il 4 luglio 1949 papa Pio XII lo nominò prelato domestico di Sua Santità, ma lui non seppe della nomina che quattordici anni più tardi.
Il 2 gennaio 1958 fu arrestato e l'11 febbraio condannato a due anni di carcere, che passò in un campo di concentramento in Mordovia. Il 2 gennaio 1960 tornò a Liepāja, ma per altri sei mesi gli fu impedita ogni attività pastorale. Il 15 novembre 1962 divenne vicario generale dell'arcidiocesi di Riga. Poté partecipare alla terza sessione del Concilio Vaticano II, invitato da papa Paolo VI.
Durante il soggiorno a Roma, il 10 novembre 1964 fu nominato vescovo titolare di Macriana Maggiore e amministratore apostolico dell'arcidiocesi di Riga e della diocesi di Liepāja. Fu consacrato il 18 novembre dal cardinale Paolo Marella. Partecipò anche alla quarta sessione del Concilio. Fu poi presidente della Conferenza episcopale lettone.
Papa Giovanni Paolo II lo elevò al rango di cardinale nel concistoro del 2 febbraio 1983 e lo stesso giorno ricevette il titolo dei Santi Quattro Coronati. È stato il primo cardinale lettone.
Morì a Riga all'età di 94 anni e fu sepolto nel giardino presso la basilica dell'Assunzione di Maria Vergine ad Aglona, in seguito le sue spoglie furono trasferite all'interno della stessa chiesa.

## Genealogia episcopale e successione apostolica
La genealogia episcopale è:
- Cardinale Scipione Rebiba
- Cardinale Giulio Antonio Santori
- Cardinale Girolamo Bernerio, O.P.
- Arcivescovo Galeazzo Sanvitale
- Cardinale Ludovico Ludovisi
- Cardinale Luigi Caetani
- Cardinale Ulderico Carpegna
- Cardinale Paluzzo Paluzzi Altieri degli Albertoni
- Papa Benedetto XIII
- Papa Benedetto XIV
- Papa Clemente XIII
- Cardinale Marcantonio Colonna
- Cardinale Giacinto Sigismondo Gerdil, B.
- Cardinale Giulio Maria della Somaglia
- Cardinale Carlo Odescalchi, S.I.
- Cardinale Costantino Patrizi Naro
- Cardinale Serafino Vannutelli
- Cardinale Domenico Serafini, Cong. Subl. O.S.B.
- Cardinale Pietro Fumasoni Biondi
- Cardinale Paolo Marella
- Cardinale Julijans Vaivods

La successione apostolica è:
- Vescovo Janis Cakuls (1982)
- Vescovo Vilhelms Nukšs (1987)